# La Maudite (film, 1950)
Pour les articles homonymes, voir La Maudite.
Pour plus de détails, voir Fiche technique et Distribution.
La Maudite (Margherita da Cortona) est un film biographique italien réalisé par Mario Bonnard et sorti en 1950.
Le film est la biographie romancée de Marguerite de Cortone, une mystique italienne du XIIIe siècle proclamée sainte en 1728.

## Synopsis
La belle bergère Margherita vit à Laviano, un petit village agricole près de Cortone, avec son père et sa belle-mère, qui est la maîtresse de Marco, un marchand qui accorde également beaucoup d'attention à la jeune fille, suscitant la jalousie de sa belle-mère.
Un jour, Margherita rencontre au pâturage Arsenio, un jeune noble de Cortone, avec lequel elle noue rapidement une liaison. Marco les voit et prévient le père de Margherita, qui décide d'enfermer sa fille dans un couvent.
Arsenio parvient cependant à emmener Marguerite chez lui, mais il se fait tuer par Marco avec la complicité de Rinaldo degli Uberti, le frère de Francesca, qui avait été promis à Arsenio.
Désespérée par l'assassinat d'Arsenio, Francesca décide de la rejoindre dans la mort et se suicide en s'empoisonnant. Marguerite est persécutée par les villageois, encouragée par sa belle-mère. Cependant, elle a ses premières visions divines.
Avec l'apparition d'une épidémie de peste, Marguerite se consacre au soin des malades. Pendant ce temps, Lucia, sa belle-mère, dénonce Marco, l'accusant du meurtre d'Arsenio.
Margaret, se dévouant désormais au service de la religion, assiste jusqu'au bout sa belle-mère frappée par la peste,.

## Fiche technique
- Titre français : La Maudite[3]
- Titre original italien : Margherita da Cortona[4]
- Réalisateur : Mario Bonnard
- Scénario : Guglielmo Zorzi (it), Nino Scolaro, Edoardo Lulli, Mario Bonnard, Cesare Vico Lodovici (it)
- Photographie : Leonida Barboni
- Montage : Mario Bonnard
- Musique : Giulio Bonnard (it)
- Décors : Virgilio Marchi (it)
- Production : Alberto Manca dell'Asinara
- Société de production : Scalera Film
- Pays de production :  Italie
- Langue originale : italien
- Format : Noir et blanc - 1,37:1 - Son mono - 35 mm
- Durée : 102 minutes
- Genre : film biographique
- Dates de sortie :
  - Italie : 22 février 1950

## Distribution
- Maria Frau : Marguerite de Cortone
- Isa Pola : Lucia, la belle-mère de Marguerite
- Giovanni Grasso : Tancrède, le père de Marguerite
- Aldo Nicodemi : Arsenio del Monte
- Mario Pisu : Marco
- Tino Buazzelli : Rinaldo degli Uberti
- Lorenza Mari : Francesca degli Uberti
- Galeazzo Benti : Lapo
- Riccardo Billi : le ménestrel
- Virginia Balistrieri : Druba
- Giovanna Galletti : la mère de l'enfant malade
- Carlo Tamberlani : l'évêque
- Mino Doro : le capitaine du peuple
- Raimondo Van Riel : le messager Dal Monte
- Rita Andreana : une roturière au tournoi
- Peppino Spadaro : un paysan
- Fulvio Battistini : Zufolo
- Anna Lind Teresa
- Nino Capozzi : Paolo
- Giulio Battiferri (it) : premier paysan prêt à être lynché
- Giovanni Onorato : deuxième paysan prêt pour le lynchage
- Irene Gay
- Claudio Giannini
- Ivo Karavany
- Arnaldo Mochetti
- Mario Molfesi
- Willy Morocuti
- Diego Pozzetto
- Domenico Serra (it)